# Everton Luiz
Everton Luiz, właśc. Everton Luiz Guimarães Bilher (ur. 24 maja 1988 w Porto Alegre) – brazylijski piłkarz występujący na pozycji pomocnika w serbski klubie Partizan.

## Kariera klubowa
Everton zaczął karierę w Ponte Preta. W lecie 2013 roku przeniósł się do Europy, w Lugano. W lecie 2014 roku przeniósł się do Sankt Gallen. Był jednym z najlepszych gracze w lidze. W zimie 2016 roku przeniósł się do 
Partizan.